# Okręg maczwański
Okręg maczwański (serb. Mačvanski okrug / Мачвански округ) – okręg w zachodniej Serbii, w regionie Serbia Centralna.

## Podział administracyjny
Okręg dzieli się na następujące jednostki:
- miasto Loznica
- miasto Šabac
- gmina Bogatić
- gmina Koceljeva
- gmina Krupanj
- gmina Ljubovija
- gmina Mali Zvornik
- gmina Vladimirci

## Demografia
- Serbowie 96,37% (317 658)
- Romowie 0,98% (3 235)
- Boszniacy 0,56% (1 859)